# Fogo de supressão

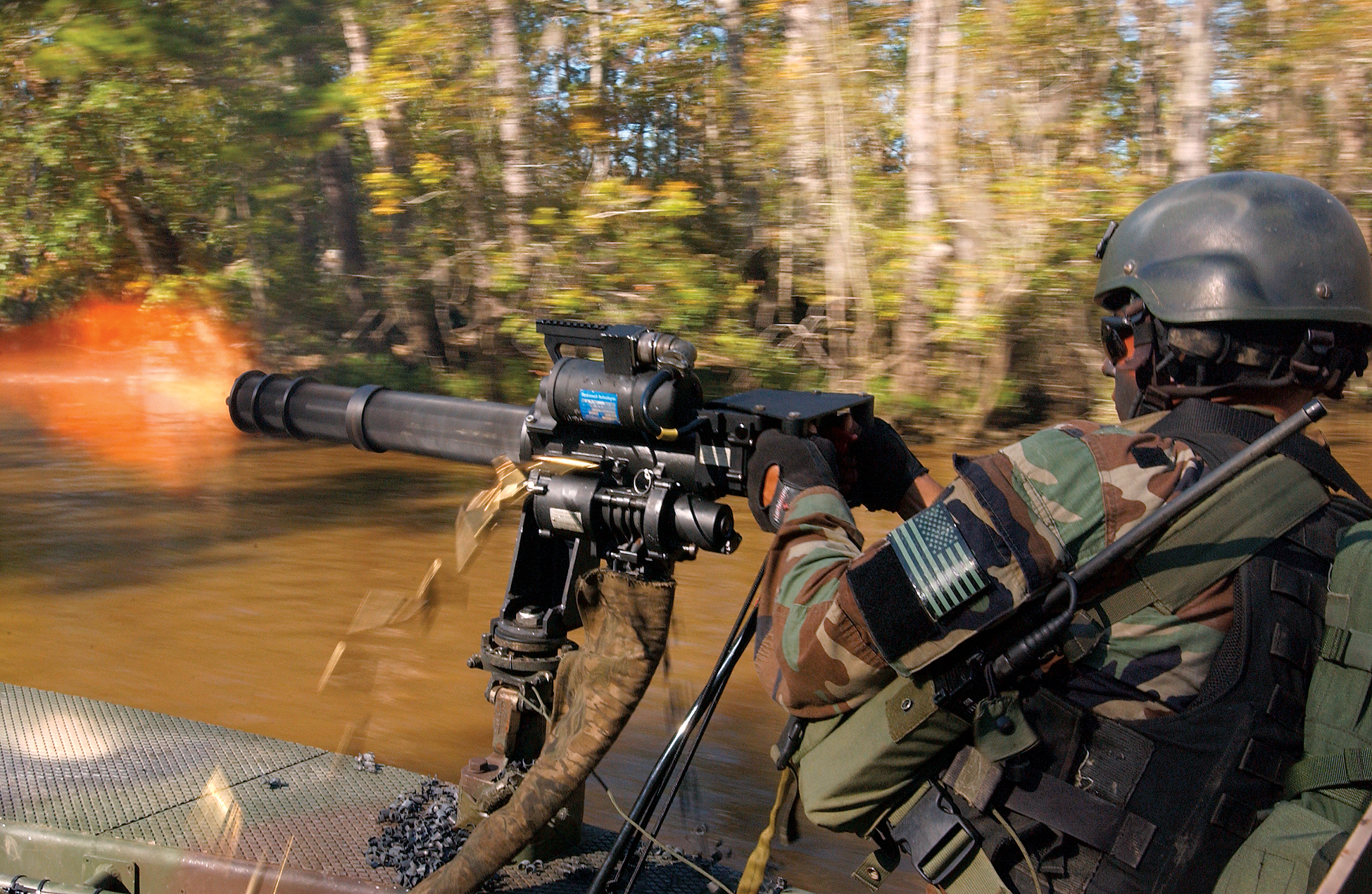
Um militar das forças especiais dos Estados Unidos utilizando uma metralhadora rotativa M134 Minigun para dar fogo de supressão/cobertura.

Na terminologia militar, o fogo de supressão é o fogo desencadeado contra posições inimigas com intuito principal não de causar baixas diretas, mas de forçar o oponente em permanecer em posições cobertas, dificultando a defesa. Seu objetivo mais freqüente é "dar cobertura" ao movimento de forças amigas, que de outra forma ficariam vulneráveis aos disparos das tropas hostis.
Sob o fogo supressivo, o inimigo é impedido de assumir posições de tiro e observação mais eficazes (que geralmente também são mais expostas) e de deslocar homens e suprimentos entre diferentes posições. Forçado a "manter a cabeça baixa", ele tem dificuldade de retornar o fogo, ou mesmo de ter uma visão completa da área de combate.
O princípio de Fogo e Movimento, que constituí a tática ofensiva padrão para pequenas unidades na maior parte dos exércitos contemporâneos, requer a utilização do fogo supressivo.